# Parapalaeosepsis basifera
Parapalaeosepsis basifera är en tvåvingeart som först beskrevs av Walker 1859.  Parapalaeosepsis basifera ingår i släktet Parapalaeosepsis och familjen svängflugor. Inga underarter finns listade i Catalogue of Life.